# هیل
هیل (به ترکی آذربایجانی: Hil، به زبان لزگی: Гьил) یک منطقه مسکونی در جمهوری آذربایجان است که در شهرستان قوسار واقع شده است. هیل ۵۰۲۳ نفر جمعیت دارد و بیشتر مردمان آن از لزگی‌ها هستند. هیل پرجمعیت‌ترین منطقه پس از قوسار در این شهرستان است.